# Cleora impletaria
Cleora impletaria är en fjärilsart som beskrevs av Walker 1862. Cleora impletaria ingår i släktet Cleora och familjen mätare. Inga underarter finns listade i Catalogue of Life.